# Bugs Bunny superestrella
 Bugs Bunny: Superstar és un documental de 1975, el tema del qual són els Looney Tunes, comentats per l'actor Orson Welles. Va ser produïda i dirigida per Larry Jackson. Ha estat doblada al català.
La pel·lícula inclou nou dels curtmetratges d'animació Merrie Melodies/Looney Tunes dels anys 1940, ja difosos en el cinema; forma així una antologia.

## Llista de curts
- What's Cookin' Doc? (1944)
- The Wild Hare (1940)
- A Corny Concerto (1943)
- I Taw a Putty Tat (1948)
- Rhapsody Rabbit (1946)
- Walky Talky Hawky (1946)
- My Favorite Duck (1942)
- Hair-Raising Hare (1946)
- The Old Grey Hare (1944)